# Ерлинг, Харальд
Харальд Ерлинг (нем. Harald Jährling; 20 июня 1954 — 18 мая 2023) — немецкий гребец, выступавший за сборную ГДР по академической гребле во второй половине 1970-х — первой половине 1980-х годов. Двукратный олимпийский чемпион, дважды чемпион мира, победитель многих регат национального и международного значения. Также известен как тренер.

## Биография
Харальд Ерлинг родился 20 июня 1954 года в городе Бург, ГДР. Проходил подготовку в Магдебурге в местном одноимённом спортивном клубе.
Впервые заявил о себе в гребле в 1972 году, выиграв серебряную медаль в безрульных двойках на Спартакиаде ГДР.
Первого серьёзного успеха на взрослом международном уровне добился в сезоне 1976 года, когда вошёл в основной состав восточногерманской национальной сборной и благодаря череде удачных выступлений удостоился права защищать честь страны на летних Олимпийских играх 1976 года в Монреале. Вместе с напарником Фридрихом-Вильхельмом Ульрихом и рулевым Георгом Шпором занял первое место в мужских распашных рулевых двойках и тем самым завоевал золотую олимпийскую медаль.
В 1977 году побывал на чемпионате мира в Амстердаме, откуда привёз награду серебряного достоинства, выигранную в зачёте рулевых двоек — уступил здесь только экипажу из Болгарии.
На мировом первенстве 1978 года в Карапиро одержал победу в восьмёрках.
Находясь в числе лидеров гребной команды ГДР, благополучно прошёл отбор на Олимпийские игры 1980 года в Москве — с теми же партнёрами как и четыре года назад вновь обошёл всех соперников, добавив в послужной список ещё одно олимпийское золото.
После московской Олимпиады Ерлинг остался в основном составе восточногерманской национальной сборной и продолжил принимать участие в крупнейших международных регатах. Так, в 1981 году в распашных четвёрках он победил на мировом первенстве в Мюнхене, став таким образом двукратным чемпионом мира по академической гребле.
В 1982 году на чемпионате мира в Люцерне получил серебро в восьмёрках, пропустив вперёд экипаж из Новой Зеландии.
На чемпионате мира 1983 года в Дуйсбурге вновь стал серебряным призёром в восьмёрках, снова уступив новозеландской команде.
Рассматривался в качестве кандидата на участие в Олимпийских играх 1984 года в Лос-Анджелесе, однако Восточная Германия вместе с несколькими другими странами восточного блока бойкотировала эти соревнования по политическим причинам.
За выдающиеся спортивные достижения трижды награждался орденом «За заслуги перед Отечеством» в серебре (1976, 1980, 1984).
Завершив карьеру спортсмена, работал тренером в своём гребном клубе в Магдебурге. После объединения Германии переехал на постоянное жительство в Австралию, где сотрудничал с национальной федерацией гребли Rowing Australia и возглавлял национальную сборную. Был женат на немецкой гребной рулевой Марине Вильке, так же побеждавшей на Олимпийских играх 1976 и 1980 годов. Их сын Роб Ерлинг пошёл по стопам родителей, тоже добился больших успехов в академической гребле, но выступал за сборную Австралии.